# Sarops ohioensis
Sarops ohioensis är en stekelart som beskrevs av Riegel 1982. Sarops ohioensis ingår i släktet Sarops och familjen bracksteklar. Inga underarter finns listade i Catalogue of Life.